# Telorta edentata
Telorta edentata är en fjärilsart som beskrevs av John Henry Leech 1889. Telorta edentata ingår i släktet Telorta och familjen nattflyn. Inga underarter finns listade i Catalogue of Life.